# Noumena
Noumena je finská deathmetalová hudební skupina z Ähtäri založená roku 1998, její parketou je melodický death metal. Název je odvozen od filosofického pojmu noumenon.
Kapelu tvoří (k roku 2020): zpěvák Antti Haapanens, zpěvačka Suvi Uura, kytaristé Ville Lamminaho, Tuukka Tuomela a Markus Hirvonen, baskytarista Hannu Savolainen a bubeník Ilkka Unnbom.
Debutové studiové album Pride / Fall vyšlo roku 2002 pod hlavičkou australského vydavatelství Catharsis Records.

## Diskografie

### Studiová alba
- Pride / Fall (2002)
- Absence (2005)
- Anatomy of Life (2006)
- Death Walks with Me (2013)
- Myrrys (2017)
- Anima (2020)

### Dema
- Aeons (1998)
- For the Fragile One (1999)
- Promo 2000 (2000)
- Sala (2001)
- The Tempter (2004)

### EP
- Triumph and Loss (2006)

### Kompilace
- Absence / Anatomy of Life (2016) – znovuvydání alb Absence (2005) a Anatomy of Life (2006) plus bonusové skladby z EP Triumph and Loss (2006)